# Double cloche
Cet article possède un paronyme, voir Double croche.
La double cloche — également appelée « double gong » ou « cloche jumelée » — est un instrument de musique de 10 à 85 cm de taille, essentiel dans l'orchestre de musique traditionnel chez les peuples du Grassland (Bamiléké, Bamoun, Nord-Ouest) et les lamidats de la région du Nord au Cameroun.

## Histoire
Chaque chefferie en possède un jeu de cinq à sept, de tailles différentes, émettant tantôt un rythme annonciateur du groupe, tantôt une sorte de langage parlé. 
Cet instrument a une importance cultuelle chez d'autres populations d'Afrique à l'exemple des instruments de musique Kongo. Il est appelé Kwèn à Bafut.
On en trouvait dans tous les lamidats peuls, de Banyo à Maroua. Elle est encore reproduite, dessinée en relief, dans les cases-vestibules des chefs (Bénoué et Adamaoua). Les Peuls l’ont empruntée auprès des chefferies mboum et des populations de la Bénoué. 

## Description
La double cloche a une grande valeur rituelle, politique, ou symbolique. Il existe des versions en simple cloche.  
Il est formé de deux hautes cloches en fer forgé unies par une anse arquée métallique souvent renforcée et embellie par des liens et servant de poignée. 
On la porte tournée vers le haut, en la frappant avec une tige de bois ou de fer selon le son à produire. Les plus grandes, de 80 à 85 cm de haut, sont observables dans les chefferies mboum de Mana et de Nganha. À Maroua, lorsque le lamido[Quoi ?] se déplace, il est précédé par le son de ces cloches. 
Accessoires de culte, les gongs sont en alliage métallique, quelquefois très décorés et de diverses formes.  
Il constitue un instrument sacré et l'emblème d'une des nombreuses sociétés masculines des populations du Grassland (Kwi'fo).  
Le tintement des baguettes en bois ou métallique sur le métal creux annonçait le début de cérémonies et établissait la communication.  
Également objet de prestige, il symbolise le respect dû aux chefs. 

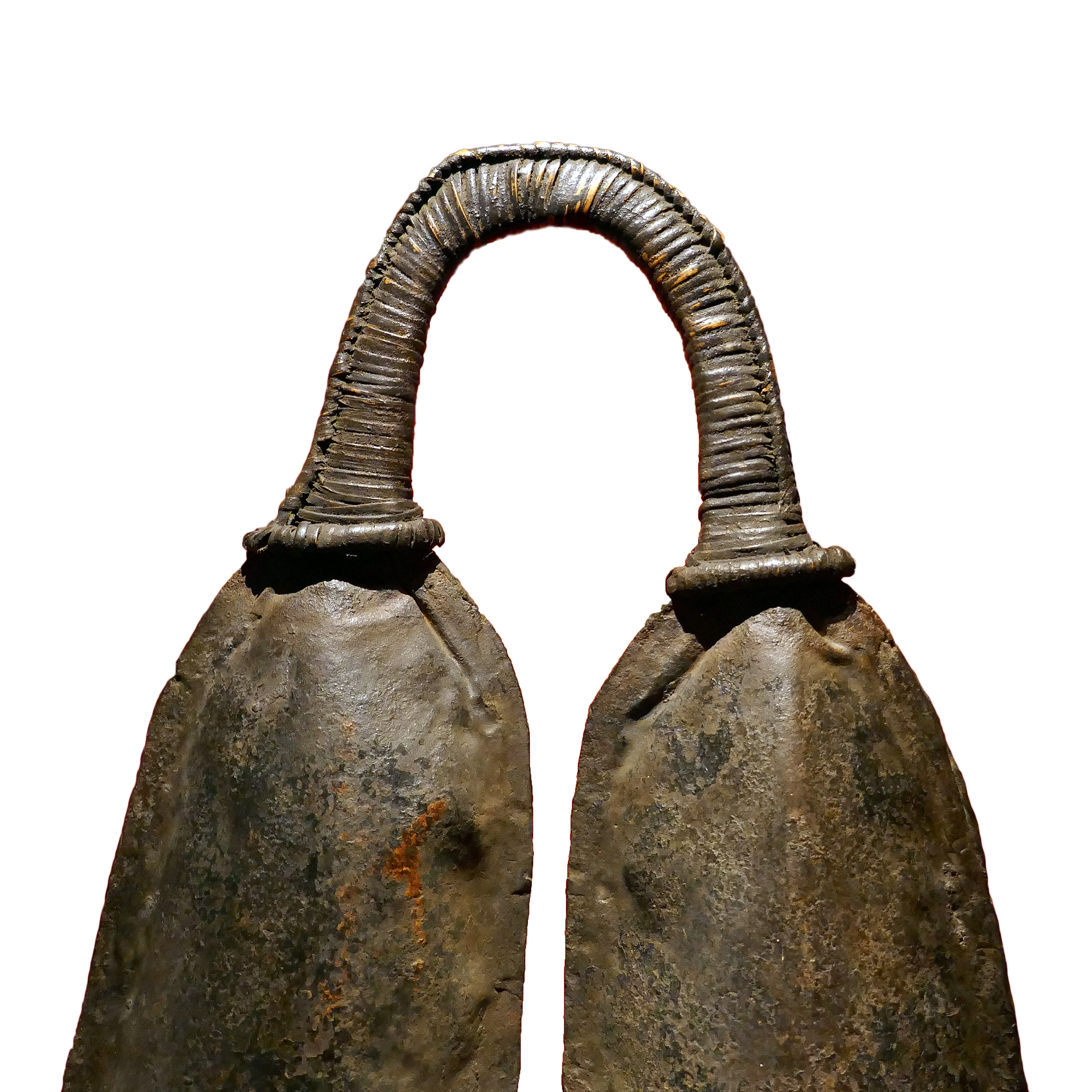
Détails (cloche double Batcham)
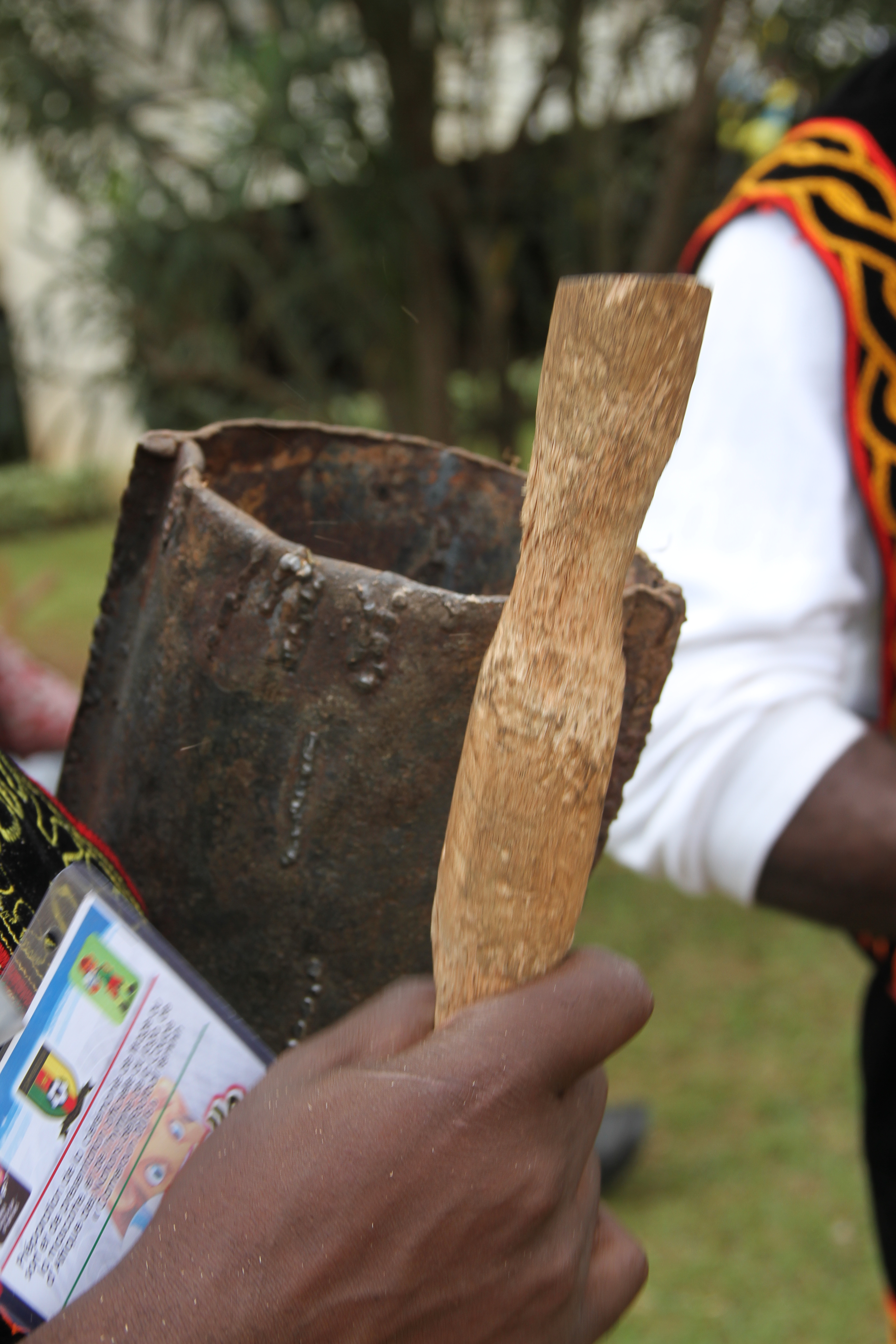
Bois pour frapper la cloche
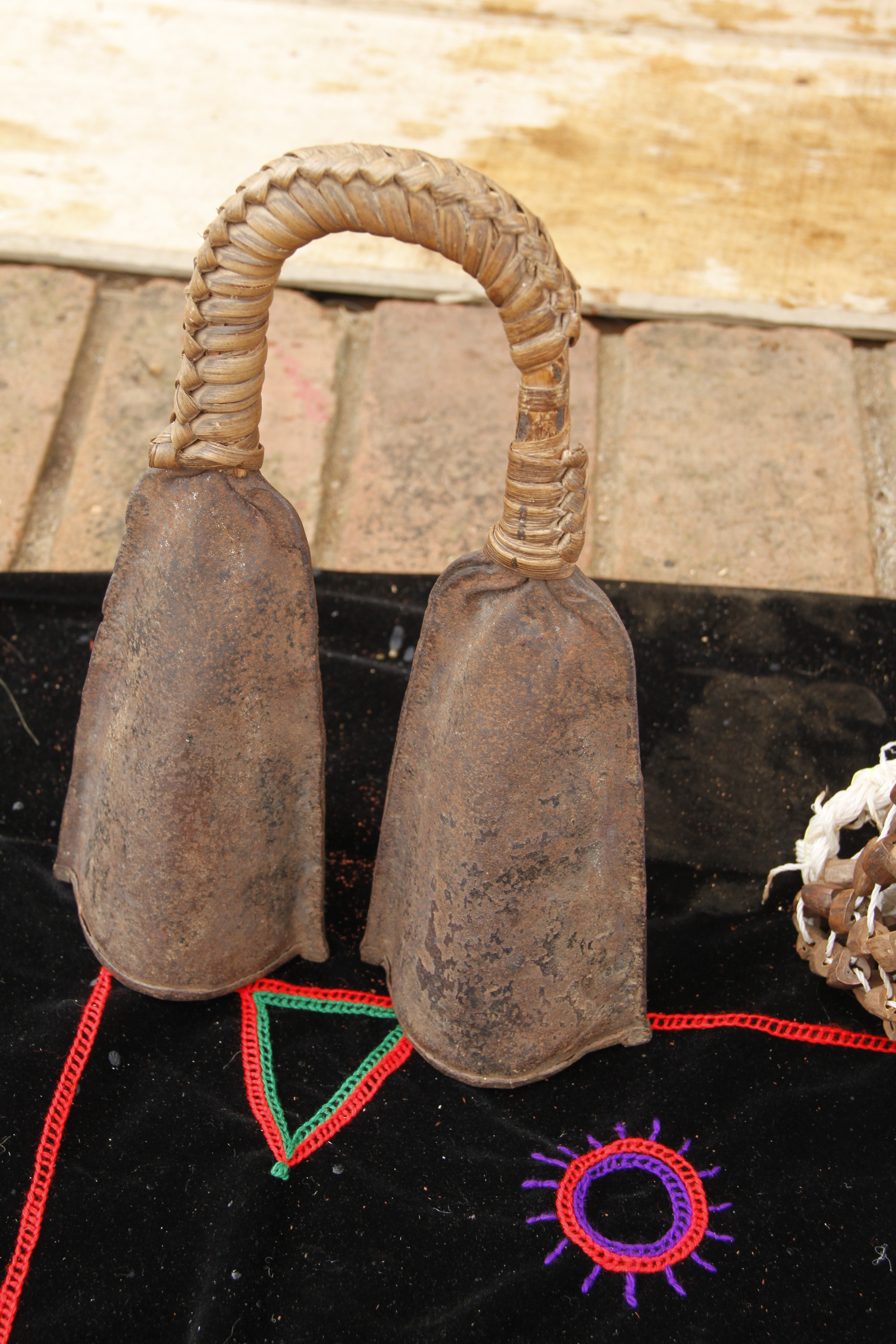
Variante de cloche (Bamenda) avec anse tressée d'osier
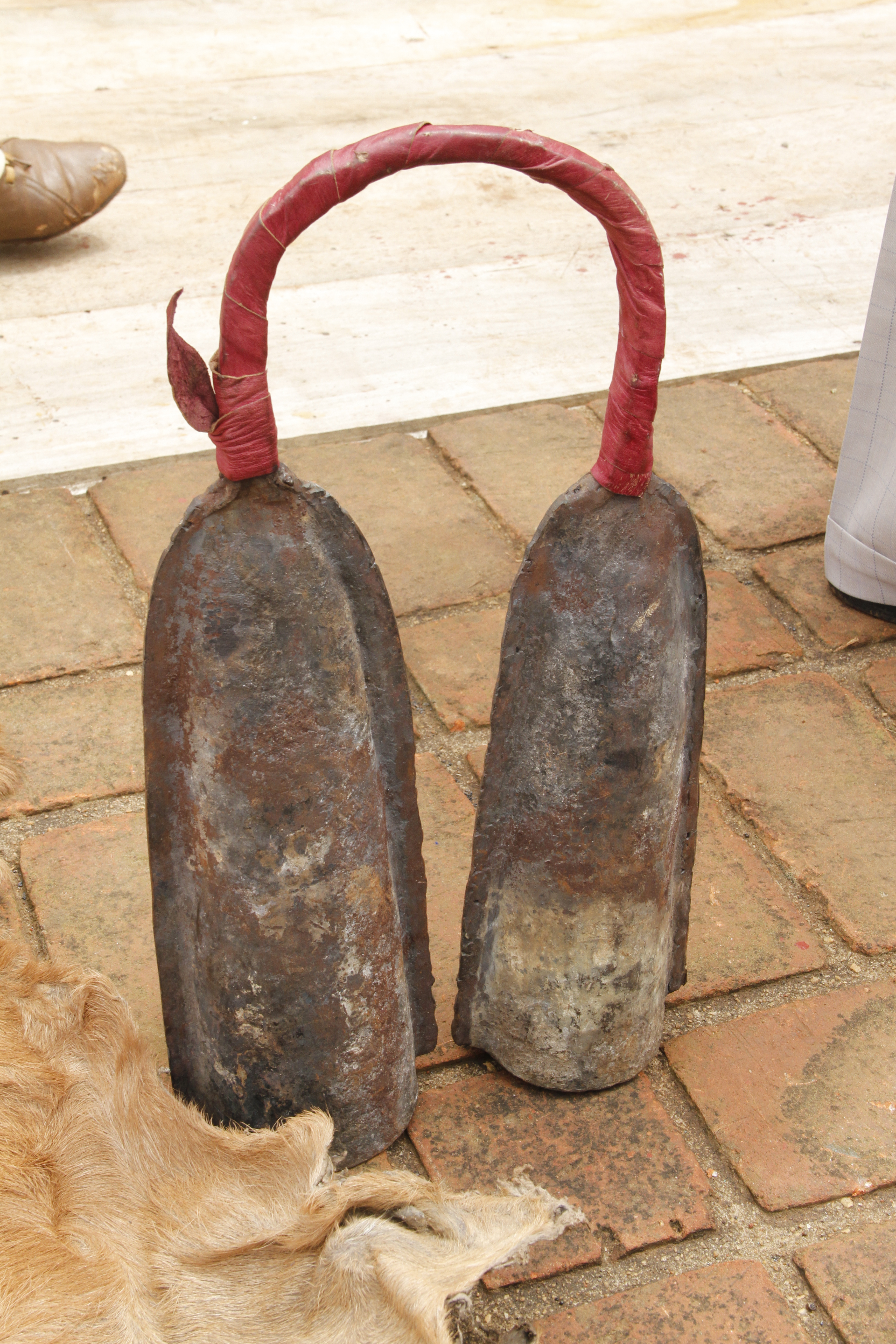
Doucle cloche bamiléké
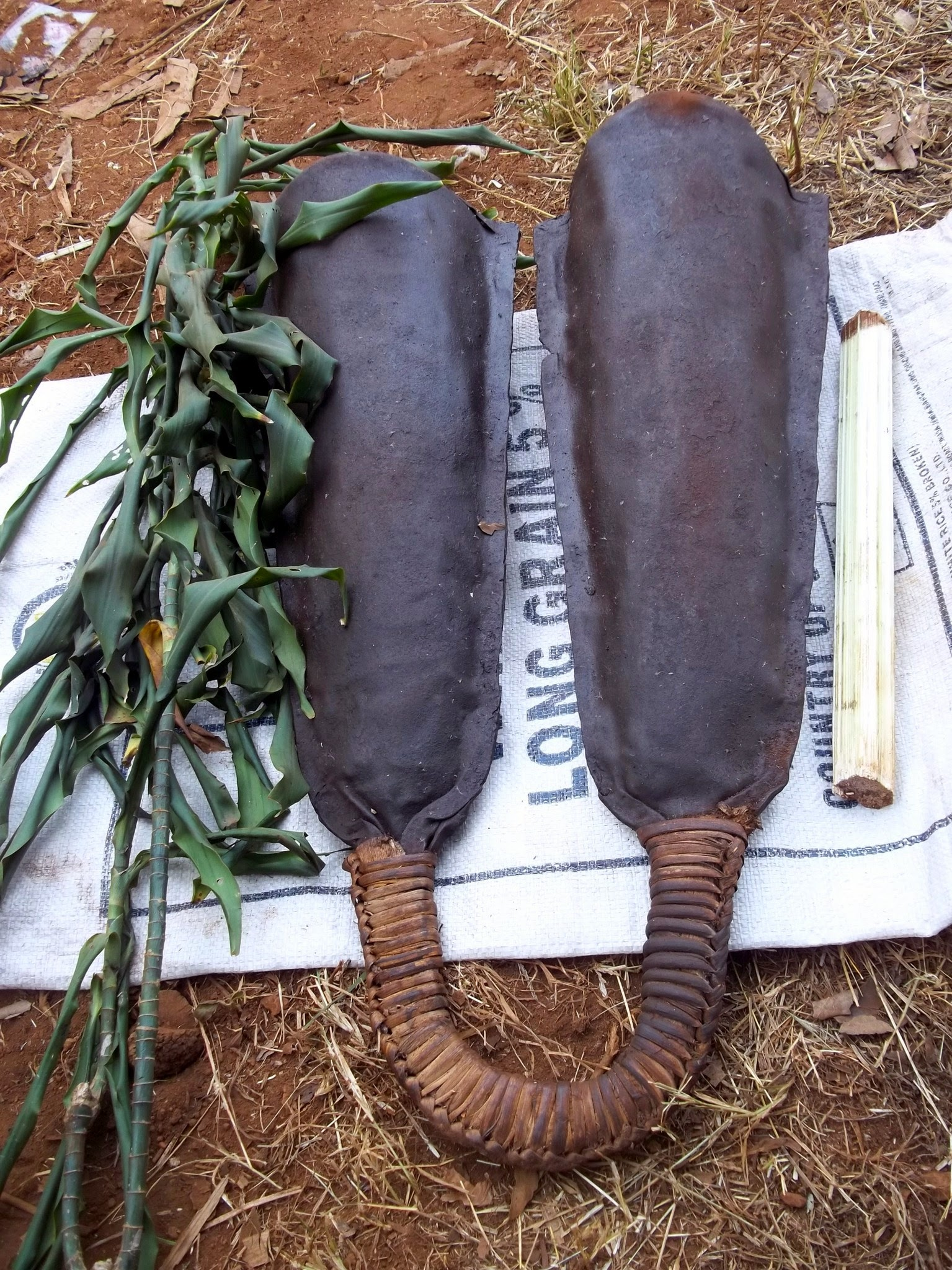
Gong (nom local)
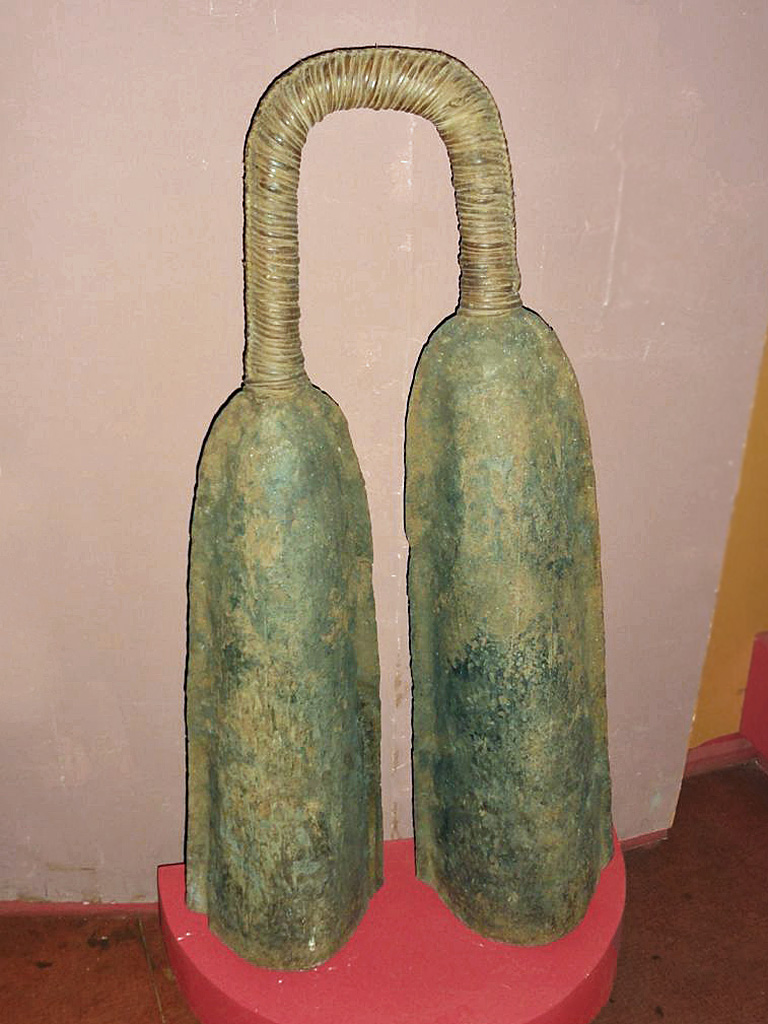
Double cloche à hauteurs de sons différentes
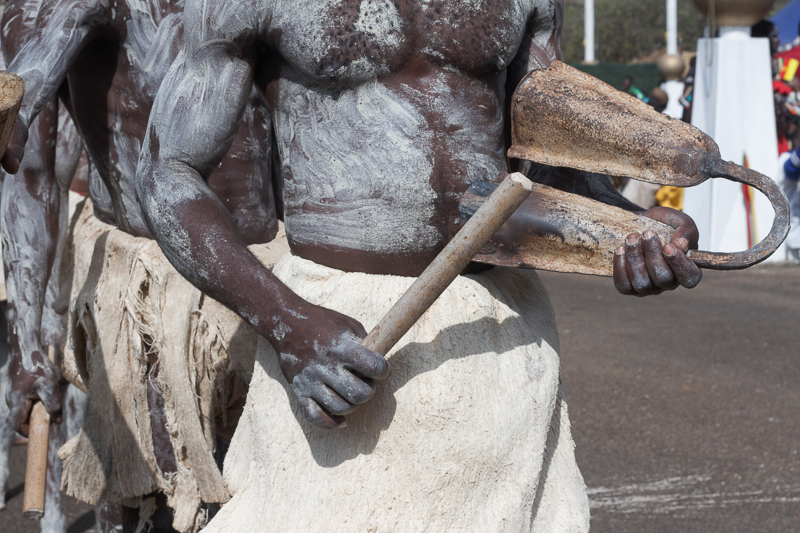
Joueur de double cloche (non Bamiléké)